# John Burroughs Association

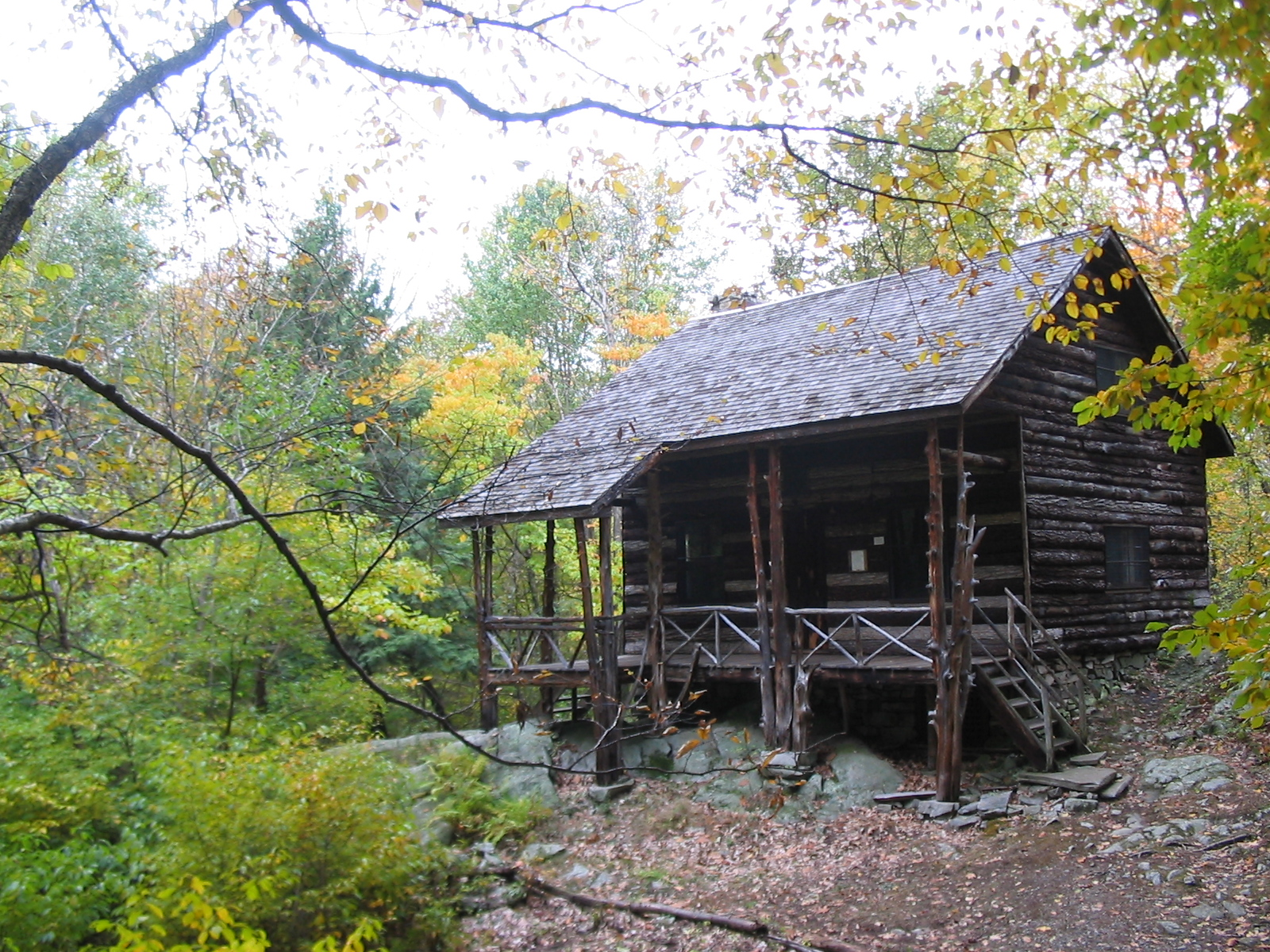
Slabsides, Burrough's cabin in West Park, NY, 2005

Die John Burroughs Association ist eine 1921 gegründete Gesellschaft, die an Leben und Werk des US-amerikanischen Autors und Naturwissenschaftlers John Burroughs erinnert. Sie wird aus dem Büro des American Museum of Natural History verwaltet. Die Gesellschaft besitzt unter anderem das Naturschutzgebiet John Burroughs Sanctuary in der Nähe von Westpark der Stadt Esopus, New York. Im Naturschutzreservat findet sich unter anderem die 1895 aus Schiefer errichtete Hütte John Burroughs’.
Die John Burroughs Association ist Herausgeber der Publikation The Wake Robin und Verleiher der John-Burroughs-Medaille, einer Auszeichnung, die jährlich an Autoren verliehen wird, die sich durch ein besonderes Werk über Naturwissenschaften auszeichnen.  